# 奧利諾科鱷
奧利諾科鱷（學名：Crocodylus intermedius），是一種淡水鱷魚，主要分佈於南美洲北部的淡水地域（尤其是於奧利諾科河），目前為極危物種。

## 體型
一般成年奧利諾科鱷身長可達4.8公尺，雌性體重可達200公斤，雄性則有380公斤，雖然曾有發現過一個長6.6公尺大型標本，為目前所發現的最大體型的奧利諾科鱷，但此標本未經證實，而目前以其數量來說，要找到長5公尺以上的奧利諾科鱷，機率可說是微乎其微。